# Takaichi (district)
Takaichi (高市郡, Takaichi-gun) is een district van de Japanse prefectuur Nara.
Op 1 april 2009 had het district een geschatte bevolking van 13.738 inwoners en een bevolkingsdichtheid van 276 inwoners per km². De totale oppervlakte bedraagt 49,85 km².

## Dorpen en gemeenten
- Asuka
- Takatori

Steden:
Gojō · Gose · Ikoma · Kashiba · Kashihara · Katsuragi · Nara (hoofdstad) · Sakurai · Tenri · Uda · Yamatokōriyama · Yamatotakada

Districten:
Ikoma · Kitakatsuragi · Shiki · Takaichi · Uda · Yamabe · Yoshino
Gemeenten per district